# Gyöngyvér
Gyöngyvér  è un nome proprio di persona ungherese femminile.

## Origine e diffusione
Neologismo, opera del poeta ungherese János Arany, derivante dalla composizione dei sostantivi gyöngy, "perla" (da cui anche Gyöngyi e Gyöngyvirág) e testvér, "fratello"; compare per la prima volta nel romanzo del 1864 La morte di Buda.

## Onomastico
Nome adespota  festeggiato il 3 gennaio, l'8 gennaio, il 26 maggio e il 23 ottobre.